# Cesária
 (juillet 2017).
Si vous disposez d'ouvrages ou d'articles de référence ou si vous connaissez des sites web de qualité traitant du thème abordé ici, merci de compléter l'article en donnant les références utiles à sa vérifiabilité et en les liant à la section « Notes et références ».
Albums de Cesária Évora
Miss Perfumado
(1994) Cabo Verde
(1997)
Cesária est le sixième album de la chanteuse de morna coladeira cap-verdienne Cesária Évora, sorti en 1995 sous le label Lusafrica.
Cet album est certifié disque d'or par le SNEP en France.
La piste no 1, Petit Pays, est reprise par le groupe de hip-hop français Hocus Pocus sur leur album Place 54, sorti en 2007 et sous le titre Quitte à t'aimer, où ils sont accompagnés du flûtiste Malik Mezzadri.

## Nomination
L'album fait partie des 6 albums de Cesária Évora à avoir fait l'objet d'une nomination au Grammy Award dans la catégorie « Meilleur album de musique du monde contemporaine » :
- 1996 : Cesária
- 1998 : Cabo Verde
- 1999 : Miss Perfumado
- 2000 : Café Atlantico
- 2002 : São Vicente di Longe
- 2004 : Voz d'Amor

Mais seul Voz d'Amor a remporté le Grammy Award.

## Liste des titres
| 1.    | Petit Pays                | 3:46 |
| 2.    | Xandinha                  | 5:43 |
| 3.    | Tudo tem se limite        | 4:33 |
| 4.    | Consedjo                  | 4:37 |
| 5.    | D'nhirim reforma          | 5:41 |
| 6.    | Rotcha 'Scribida          | 4:31 |
| 7.    | Oriundina                 | 5:36 |
| 8.    | Tudo dia e dia            | 3:58 |
| 9.    | Nha cancera ka tem medida | 6:08 |
| 10.   | Areia de salamansa        | 3:33 |
| 11.   | Flor na Paul              | 5:28 |
| 12.   | Doce guerra               | 4:31 |
| 58:04 |                           |      |

## Crédits
| - Cesária Évora : chant - Paulino Vieira : guitare, basse, cavaquinho, piano, harmonica, percussions, chœurs - Osvaldo Dias : guitare à douze cordes, sifflet, chœurs - Armando Tito : guitare, chœurs - Toy Vieira : cavaquinho, chœurs - Raúl Barboza : accordéon - Ramiro Mendes, Teofilo Chantre : chœurs | - Production, producteur délégué : José Da Silva - Production, arrangements : Paulino Vieira - Ingénierie : Christian Echaïb, Didier Le Marchand, Gérard Kouchtchouian - Mixage : Christian Echaïb, Paulino Vieira - Artwork : Le Village, Christian Libessart - Photographie : Ernest Collins, Pierre René-Worms |